# Gianni Silvestri
Gianni Silvestri (Ponza, 1945 – Latina, 16 luglio 2009) è stato uno scenografo italiano.

## Biografia
Gianni Silvestri ha cominciato la sua carriera scenografica come arredatore in un film statunitense di Peter Bogdanovich. Ha lavorato soprattutto con Bernardo Bertolucci (Novecento, 1976, La luna, 1979, L'ultimo imperatore, 1987, Io ballo da sola, 1996 e L'assedio, 1998) e con Giuseppe Bertolucci:Troppo sole, Il dolce rumore della vita, L'amore probabilmente. Ha inoltre lavorato per le scenografie di Hanna K., un film del regista greco Costa-Gavras.

## Filmografia
- Daisy Miller (1974), regia di Peter Bogdanovich, (arredatore set)
- Novecento (1976), regia di Bernardo Bertolucci, (arredatore set)
- Un cuore semplice (1977), regia di Giorgio Ferrara, (arredatore)
- La luna (1979), regia di Bernardo Bertolucci, (architetto-scenografo)
- Hanna K. (1983), regia di Costa-Gavras, (scenografie set)
- L'ultimo imperatore (1987), regia di Bernardo Bertolucci, (architetto-scenografo)
- Il tè nel deserto (1990), regia di Bernardo Bertolucci, (scenografo)
- La domenica specialmente (1991), primo episodio con la regia di Giuseppe Bertolucci, (scenografo)
- Briganti - Amore e libertà (1990), regia di Marco Modugno, (scenografo)
- I pavoni (1994), regia di Luciano Manuzzi, (scenografo)
- Troppo sole (1994), regia di Giuseppe Bertolucci, (scenografo)
- Marta Singapore (1995), regia di Barbara Melega, (scenografo)
- Pasolini, un delitto italiano (1995), regia di Marco Tullio Giordana, (scenografo)
- Io ballo da sola (1996), regia di Bernardo Bertolucci, (scenografo)
- L'assedio (1998), regia di Bernardo Bertolucci, (scenografo)
- Il dolce rumore della vita (1999), regia di Giuseppe Bertolucci, (scenografo)
- L'amore probabilmente (2001), regia di Giuseppe Bertolucci, (scenografo)
- Bell'amico (2002), regia di Luca D'Ascanio, (scenografo)
- L'inverno (2002), regia di Nina Di Majo, (scenografo)
- Melissa P. (2005), regia di Luca Guadagnino, (scenografo)
- Italian Dream (2007), regia di Sandro Baldoni, (scenografo)
- La fisica dell'acqua (2009), regia di Felice Farina, (scenografo)